# Élections municipales de 2026 à Villeurbanne
Pour des articles plus généraux, voir Élections municipales françaises de 2026 et Élections municipales de 2026 dans le Rhône et la métropole de Lyon.
Les élections municipales de 2026 à Villeurbanne auront lieu en mars 2026 simultanément aux élections métropolitaines. Elles visent au renouvellement du conseil municipal.

## Modalités du scrutin

### Dates
Ces élections se tiendront en mars 2026, les dates précises seront annoncées par décret au moins 3 mois avant le scrutin.

### Mode de scrutin
La ville de Villeurbanne fait office d'exception vis-à-vis du droit commun :
Contrairement à ceux des établissements publics de coopération intercommunale, les conseillers à la métropole de Lyon, en raison de sa nature de collectivité à statut particulier, ne sont pas élus sur le même bulletin que les conseillers municipaux : ils sont élus simultanément aux élections municipales mais lors d'une élection spécifique.
L'élection des conseillers municipaux se déroule selon un scrutin de liste à deux tours avec prime majoritaire : les candidats se présentent en listes complètes avec la possibilité de deux candidats supplémentaires. Lors du vote, on ne peut faire ni adjonction, ni suppression, ni modification de l'ordre de présentation des listes.
Le nombre de sièges à pourvoir au conseil municipal de Villeurbanne correspond à celui des communes dont la population est comprise entre 150 000 et 200 000 habitants, soit 59 sièges. En raison de la croissance démographique de la ville, le conseil municipal est augmenté de 4 sièges par rapport au précédent scrutin. Les conseillers municipaux sont élus au suffrage universel direct pour une durée de mandat de six ans. L'élection se termine au premier tour en cas de majorité absolue. Le cas échéant, un second tour a lieu. Les listes qui ont obtenu au moins 10 % des suffrages exprimés au premier tour peuvent se présenter au second. Les candidats des listes qui ont obtenu plus de 5 % des suffrages exprimés au premier tour peuvent rejoindre une autre liste.
La liste ayant obtenu le plus de voix se voit attribuer la moitié des sièges, arrondie à l'entier supérieur si nécessaire. Ainsi, la liste majoritaire obtiens automatiquement 28 sièges. Les 27 sièges restants sont attribués à la représentation proportionnelle à la plus forte moyenne aux listes ayant obtenu au moins 5 % des suffrages exprimés au second tour (ou au premier tour en cas de tour unique).

## Contexte

### Scrutin précédent
Les élections municipales de 2020 ont été marquées par une abstention massive en raison de la pandémie de Covid-19, la participation lors du 1er tour s'étant effondrée de 46 % en 2014 à 30 % en 2020.
Sur le plan local, Jean-Paul Bret, maire de la ville depuis 2001, décide de ne pas briguer un quatrième mandat.
La liste menée par le socialiste Cédric Van Styvendael, ayant réussir à unir la gauche, à l'exception des écologistes qui la rallient au 2d tour, parvient à succéder au maire sortant, obtenant 47 sièges, soit 3 de plus que ceux de l'ensemble de la gauche lors de la mandature précédente. 
La liste centriste, réunissant la République en Marche, le MoDem, l'UDI et Agir, parvient à entrer au conseil municipal et obtient les 8 sièges restants.
Enfin, le Rassemblement national ne parvient pas à conserver ses 4 sièges, la liste n'ayant pas atteint les 10 % au 1er tour et n'ayant pas fusionné avec une autre liste pour le 2d.
Les Républicains sont également expulsés du conseil municipal, ne dépassant même pas la barre des 5 %.

## Sondages
Tout sondage d'opinion est affecté par une marge d'erreur.
Une couleur arbitraire est associée à chaque institut de sondage ; ces couleurs sont une aide visuelle et ne correspondent pas à une tendance politique.

## Résultats
|                          |               |       |              |              |             |             |        |  |  |
| Tête de liste            | Tête de liste | Liste | Premier tour | Premier tour | Second tour | Second tour | Sièges |  |  |
| Tête de liste            | Tête de liste | Liste | Voix         | %            | Voix        | %           | Sièges |  |  |
|                          |               |       |              |              |             |             |        |  |  |
|                          |               |       |              |              |             |             |        |  |  |
|                          |               |       |              |              |             |             |        |  |  |
|                          |               |       |              |              |             |             |        |  |  |
|                          |               |       |              |              |             |             |        |  |  |
| Votes valides            |               |       |              |              |             |             |        |  |  |
| Votes blancs             |               |       |              |              |             |             |        |  |  |
| Votes nuls               |               |       |              |              |             |             |        |  |  |
| Total                    | Total         | Total |              | 100          |             | 100         | 59     |  |  |
| Abstention               |               |       |              |              |             |             |        |  |  |
| Inscrits / participation |               |       |              |              |             |             |        |  |  |